# Принцесса Новая Луна
«Принцесса Новая Луна» (кит. 新月格格; пиньинь: Xīn-yuè gē-gē) — костюмированная драма, телесериал Тайваня, шедший на экране с 1994 года по 1995 года по сценарию новеллиста Цюн Яо (кит. 瓊瑤; пиньинь: Qióng Yáo), в главных ролях Юэ Лин и Лю Дэкай.

## В ролях
- Юэ Лин — Принцесса Новая Луна (кит. 新月格格 xīn-yuè gē-gē)
- Лю Дэкай — Ну Дахай (кит. 努達海 Nǔ Dáhǎi)
- Ван Чжися — Янь Цзи (кит. 雁姬 Yàn Jī)
- Линь Сюлин — Юнь Ва (кит. 雲娃 Yún Wá)
- Чжан Минцзе — Мангутай (кит. 莽古泰 Mǎnggǔtài)
- Чжу Шаопэн — Кэ Шань (кит. 克善 Kè Shàn)
- Лю Цзывэй — Цзи Юань (кит. 驥遠 Jì Yuǎn)
- Лу Вэнь — Ло Линь (кит. 珞琳 Luò Lín)
- Лю Сювэнь — старушка (кит: 老夫人 lǎofūrén)
- Ци Янь — Принцесса Сайя (кит: 賽雅格格 Sài yǎ gē-gē)
- Лю Сюэхуа — Императрица (кит: 太后 tàihòu)
- Линь Лиян — Император (кит: 皇上 huángshang)